# Aristolochia pfeiferi
Aristolochia pfeiferi Barringer – gatunek rośliny z rodziny kokornakowatych (Aristolochiaceae Juss.). Występuje endemicznie w Panamie.

## Morfologia
Pokrójpnąca o zimozielonych pędach.
LiścieMają owalny kształt. Mają 12–14 cm długości oraz 8–10 cm szerokości. Nasada liścia ma sercowaty kształt. Całobrzegie, ze spiczastym wierzchołkiem. Są owłosione od spodu. Ogonek liściowy jest owłosiony i ma długość 3–4 cm.
KwiatyPojedyncze. Mają czerwono-brunatną barwę i 5 cm długości. Mają wygięty kształt.

## Biologia i ekologia
Rośnie lasach wilgotnych. Występuje na terenach nizinnych.